# Kuussa tuulee
Kuussa tuulee (in finlandese "Sulla luna soffia") è il terzo singolo della band rock finlandese Haloo Helsinki! tratto dal quinto album di studio Kiitos ei ole kirosana, pubblicato il 13 aprile 2015 dalla Ratas Music Group.
Il brano ha raggiunto la prima posizione nella classifica dei singoli più trasmessi in radio.

## Video
Il video musicale è stato pubblicato sull'account di VEVO il 13 aprile 2015 ed è stato girato da Herra Ylppö presso El Chorro, in Andalusia, Spagna.

## Tracce
1. Kuussa tuulee – 4:04 (testo: Elli Haloo – musica: Leo Hakanen e Rauli Eskolin)

## Classifiche
| Classifica (2015)    | Posizione |
| -------------------- | --------- |
| Finlandia            | 20        |
| Finlandia (digitale) | 10        |
| Finlandia (radio)    | 1         |